# Артур Чін
Артур Тянь Чін - американський льотчик китайського походження та перший визнаний ас армії США У ДСВ.

## Біографія
Народився 23.10.1913 у м. Портленд, Орегон. Батько його був родом із Тайваня, а мати- латиноамериканка. Незважаючи на його ім'я у пасторті у графі "національність" було записано мулат. В 1932 Чін разом із друзями вступив до льотної школи Портленда. Тоді Артур хотів допомогти своїй країні, адже Японія розпочала вторгнення до Китаю. Після завершення навчання він виїхав до Китаю, де приєднався до ВПС Кантону. У складі першої американської добровольчої групи Чін був відправлений у м. Лагерлехфельд, де спільно із Люфтваффе вправлявся у майстерності повітряного бою. По поверненню Артур приступив до захисту країни. Першим його літаком став Hawk II. Пізніше Чін розділив командування 28-ю та 5-ю групою ВПС Китаю. Тоді ж він отримав новий винищувач Gloster Gladiator, на якому збив 9 літаків між 1937 та 1939 роками. У 1939 його літак було збито ворожим літаком. Тоді Артуру вдалося врятуватися, проте він отримав сильні опіки. Після кількох років відновлення Чін повернувся в Китай, де організував поставки через Гімалаї. Його маршрут був відомий як "горб". Вклад Артура у перемогу є значним, проте визнали його із запізненням. Після війни Чіна визнали першим асом армії США. Ще при житті його нагородили відзнакою "Польовий хрест". Помер льотчик 3.09.1997. 4.10.1997 Артура Чіна було введено до зали слави ВПС у Мідленді.